# Banatska Republika
Banatska republika je proglašena 1. studenog 1918. u Temišvaru, po raspadu Austro-Ugarske. Stvoreno je Banatsko narodno vijeće, koje se sastojalo od pet predstavnika idućih naroda: Nijemaca, Mađara, Srba i Rumunja.
Civilni povjerenik Republike je postao dr. Otto Roth, dok je vojni zapovjednik postao Albert Barta. Mađarska vlada je priznala nezavisnost Banatske republike. U tom smislu se smatra da je to bilo poduprto od Mađarske, radi zadržavanja sjevernog Banata i zaustavljanja opredjeljenja tamošnjeg stanovništva za južnoslavensku državu.
Banatsko narodno vijeće je organiziralo vojne odrede i civilnu stražu 4. studenoga iste godine. Cilj ovih vojnih postrojba je bio uspostaviti nadzor nad cijelim ozemljem Banata. Ipak, Banatska republika je bila kratkog vijeka; nakon nekoliko dana, srpske postrojbe su ušle u Banat, što je bio kraj Banatske Republike. 

## Galerija
- Detaljni zemljovid Banatske Republike
- Zemljovid predložene Republike Banatije (prijedlog su iznijeli banatski Nijemci na Mirovnoj konferenciji u Parizu 1920. godine)